# Toda una vida (película de 1974)
Toda una vida (en francés, Toute une vie) es una película dramática francesa de 1974 dirigida por Claude Lelouch. La historia trata sobre un jove francés a la Francia de la Segunda Guerra Mundial que se convierte en confidente de los nazis. El film fue nominado al Oscar a la mejor película de habla no inglesa en 1974, trofeo que se llevó finalmente  Amarcord.

## Argumento
Una visión en 75 años para comprender un enamoramiento repentino. La vida de Sarah, nacida de padres supervivientes de la Segunda Guerra Mundial. Paralelamente, la vida de Simon, hijo de París. Después de muchos recorridos, sus destinos se encuentran en un vuelo en Nueva York.
El corazón de la película es el road movie  del padre (Charles Denner) y de su hija (Marthe Keller) mientras Simon (André Dussollier) se metamorfosea desde un pequeño maquinador en un hombre de creación.

## Reparto
- Marthe Keller: Sarah / su madre / su abuela
- André Dussollier: Simon
- Charles Denner: el padre de Sarah / la abuela de Sarah
- Carla Gravina: la amiga italiana de Sarah
- Charles Gérard: el amigo de Simon
- Gilbert Bécaud: él mismo
- Sam Letrone: el propietario del restaurante
- Judith Magre: el elegante 1900
- André Falcon: el abogado
- Nathalie Courval: la mujer del abogado
- Annie Kerani: la mujer de Simon
- Daniel Boulanger: el general
- Jacques Villeret: el espectador
- Gabriele Tinti: el marido "provisional" de Sarah
- Alain Basnier
- Colette Baudot
- Jean Franval
- Gunilla Friden
- Pierre Fuger
- Marie-Pierre de Gérando
- Angelo Infanti

## Producción
- El rodaje se realizó en Jerusalén (Israel), en Nueva York y Turquía.
- La película fue proyectada fuera de competición, en el Festival Internacional de Cine de Canes de 1974.
- Élie Chouraqui, que era ayudante del director en la película, interpretó igualmente el papel de un sindicalista enamorado.
- Jacques Villeret hizo una pequeña aparición en la película.

## Premios y distinciones
Premios Óscar
| Año  | Categoría            | Persona                              | Resultado |
| ---- | -------------------- | ------------------------------------ | --------- |
| 1976 | Mejor guion original | Claude Lelouch y Pierre Uytterhoeven | Nominados |